# Eugene Galeković
Eugene Galeković (Melbourne, 12 giugno 1981) è un allenatore di calcio ed ex calciatore australiano di origini croate, di ruolo portiere, preparatore dei portieri dell'Adelaide Utd.

## Palmarès

### Competizioni Nazionali
- Campionato australiano: 2

Melbourne Victory: 2006-2007
Adelaide Utd: 2015-2016
- A-League Premiership: 2

Melbourne Victory: 2007
Adelaide Utd: 2016
- FFA Cup: 1

Adelaide Utd: 2014

### Nazionale
- Coppa d'Asia: 1

2015